# Michael Kauter
Michael Kauter (Berna, 18 de febrero de 1979) es un deportista suizo que compitió en esgrima, especialista en la modalidad de espada. Es hijo del esgrimidor Christian Kauter, y su hermano Fabian también compitió en esgrima.
Ganó dos medallas en el Campeonato Europeo de Esgrima, plata en 2009 y bronce en 2008.

## Palmarés internacional
| Campeonato Europeo | Campeonato Europeo | Campeonato Europeo | Campeonato Europeo |
| Año                | Lugar              | Medalla            | Prueba             |
| ------------------ | ------------------ | ------------------ | ------------------ |
| 2008               | Kiev (Ucrania)     | Medalla de bronce  | Espada individual  |
| 2009               | Plovdiv (Bulgaria) | Medalla de plata   | Espada por equipos |